# Dagfinn Vårvik
Dagfinn Vårvik (Sør-Trøndelag, 8 de junio de 1924 – Oslo, 25 de marzo de 2018) fue un periodista y político noruego, perteneciente al Partido de Centro.
Vårvik se graduó en 1951. Se desempeñó como representante adjunto ante el Parlamento Noruego entre 1961 y 1965. Trabajó en el periódico Nationen de 1961 a 1991, como periodista a excepción del periodo entre 1963 y 1988 donde fue editor en jefe. De agosto a septiembre de 1963 ocupó la cartera de Ministro de Finanzas en la corta vida de la coalición de centroderecha de John Lyng.
Posteriormente, fue Ministro de Salarios y precios entre 1965 a 1971 durante la presidencia de Per Borten y Ministro de Asuntos Exteriores de 1972 a 1973 durante la presidencia de Lars Korvald. Fue miembro adjunto del consejo municipal de Oslo entre 1971 y 1975 y presidente del Partido del Centro entre 1973 y 1977.